# Stenomacrus californicus
Stenomacrus californicus är en stekelart som först beskrevs av William Harris Ashmead 1896.  Stenomacrus californicus ingår i släktet Stenomacrus och familjen brokparasitsteklar. Inga underarter finns listade i Catalogue of Life.